# Hrvatski Telekom
Die Hrvatski Telekom d.d. (T-HT; Kroatische Telekom) ist das führende Telekommunikationsunternehmen in Kroatien. Mehrheitseigentümer mit 51 % der Anteile ist die Deutsche Telekom aus Bonn.

## Geschichte
Ende 1990er Jahre war die Telekommunikation in Kroatien noch ein Teil des staatlichen Monopols für Post und Telekommunikation Hrvatska pošte i telekomunikacija (HPT). Zum 1. Januar 1999 wurde es in zwei Teile aufgespalten und es entstand die Hrvatska pošta d.d. (deutsch: ‚Kroatische Post‘) und Hrvatske telekomunikacije d.d. (deutsch: ‚Kroatische Telekommunikation‘). Auch die beiden neuen Unternehmen blieben in ihrem jeweiligen Geschäft zunächst staatliche Monopolisten.
Am 10. Juni 1999 beschloss das kroatische Parlament, die Kroatische Telekom zu privatisieren und Kapital und das Monopol zu behalten. Mitglieder der Oppositionsparteien stimmten, ebenso wie Juraj Buzolić, ein Mitglied der regierenden Kroatischen Demokratischen Union, dagegen. Der anfängliche Beschluss war, 36 % an eine Gesellschaft zu verkaufen, 30 % zu behalten, 7 % an Arbeitnehmer zu verkaufen und 7 % den Kriegsveteranen zu geben. Im Oktober 1999 kaufte die Deutsche Telekom 36 % Aktien für 850 Millionen US-Dollar. Anschließend änderte die kroatische Telekommunikation ihr Logo und wurde in Hrvatski Telekom (Kroatische Telekom) umbenannt.
Im Oktober 2001 erzielte eine neue kroatische Regierung aus einer Koalition von sechs Parteien unter Ministerpräsident Ivica Račan ein Abkommen mit der deutschen Telekom, jener weitere 16 % der Kroatischen Telekom zu einem Preis von 500 Millionen Euro zu verkaufen. Der Handel war offensichtlich eine Folge der schon damals angespannten finanziellen Situation des Staatshaushalts. Dadurch wurde die Deutsche Telekom Hauptaktionär. Die Regierung fuhr schnell fort bis 2005, die Bedingungen des kroatischen Telekommunikationsmarkts zu verändern, um das Monopol der kroatischen Telekom zu vergrößern.
Seit die Deutsche Telekom Hauptaktionär ist, wurden für Endkunden die Grundgebühr drastisch erhöht und deutlich höhere Preise für die Festnetztelefonie eingeführt.
Ebenso erhöhte sie im Bereich der Mobiltelefonie zusammen mit dem zweiten Anbieter Vipnet (also ein Duopol) die Verbindungsgebühren.
Im Oktober 2004 benannte die Deutsche Telekom das Unternehmen in T-HT um, führte gleichzeitig das bekannte magentafarbene Telekom-Branding ein und erhöhte die Ausgaben für Werbung.
T-HT ist mit 39,1 % an der bosnischen JP Hrvatske telekomunikacije d.d. Mostar (und deren Mobilfunk-Tochter Eronet) beteiligt.
Im Frühjahr 2007 brachte die kroatische Regierung einen Teil ihrer Anteile an der T-HT an die Börse.
2010 wurden die zunächst eigenständigen Geschäftsbereiche für Festnetz und Mobilfunk unter dem Dach der Hrvatski Telekom zusammengeführt. Der Mobilfunkbereich war mit dem Mobilfunknetz CROnet zuvor als eigenständiges Tochterunternehmen Hrvatski Telekom Mobile, ab Oktober 2004 als T-Mobile Croatia am Markt aufgetreten. Ende 2011 berichtete das Unternehmen, mit 6.239 Mitarbeitern einen Umsatz von 8,067 Mrd. HRK erzielt zu haben.
Im Januar 2017 übernahm T-HT 76,53 Prozent der Aktien der Crnogorski Telekom.